# Isabella Turso
Isabella Turso (Trento, 4 febbraio 1978) è una pianista e compositrice italiana.
Nel marzo del 2014 il suo concerto intitolato Omaggio a Donaggio, riferimento al noto compositore veneziano Pino Donaggio, viene presentato in prima assoluta a New York, presso l’Opera America Center. Nel 2017 la collaborazione con Dargen D’Amico la porta ad EPCC, programma condotto su Sky da Alessandro Cattelan, e a Babylon, programma condotto su Radio2 da Carlo Pastore, dove presentano "Variazioni", scritto ed arrangiato a 4 mani.

## Biografia
Nata a Trento, frequenta il Conservatorio F. A. Bonporti in città diplomandosi in pianoforte con il massimo dei voti e consegue nel 2007 la laurea specialistica con lode in musica da camera (duo violino e pianoforte), approfondendo in particolare il repertorio del ‘900. Successivamente si perfeziona presso l’Accademia Musicale Pescarese con Bruno Mezzena e, dopo aver vinto una borsa di studio, presso l'Accademia Marshall di Barcellona con la celebre pianista Alicia de Larrocha. Studia composizione dapprima con Carlo Galante, Carlota Garriga e successivamente con Maurizio Dini Ciacci e consegue il titolo di specializzazione pedagogica CAP - Certificat d'Aptitud Pedagógica, presso la Facultat d'Educació i Psicologia dell'Università di Gerona. 
Dal 2002 al 2018 è stata docente di pianoforte presso la Scuola di Musica I Minipolifonici di Trento e dal 2006 al 2013 ha collaborato con l’Orchestra Giovanile Nazionale J. Futura.

### Gli esordi e l’attività concertistica
Dal 2003 al 2007 collabora con l'Ensemble Festival Musica ‘900 e con il Pocket Opera Ensemble, affrontando repertori prevalentemente del Novecento storico e contemporaneo. Nel 2003 nasce il sodalizio artistico con Maurizio Dini Ciacci, con il quale svolge un'intensa attività concertistica in Italia e all'estero, affrontando un repertorio pianistico molto vario, a quattro mani e per due pianoforti, con un'alternanza di brani che procedono dal periodo classico fino ai giorni nostri. Nel 2004 in duo pianistico con Maurizio Dini Ciacci, realizza a Milano uno spettacolo di teatro musicale basato sull'integrale delle sonate a quattro mani di Mozart e sulla teatralizzazione dell'epistolario mozartiano, con la partecipazione straordinaria di Arnoldo Foà. Il 30 aprile 2011, in occasione della 23ª edizione del premio "Trentino dell'Anno", le viene consegnata la targa d'argento quale "Personaggio per il futuro".

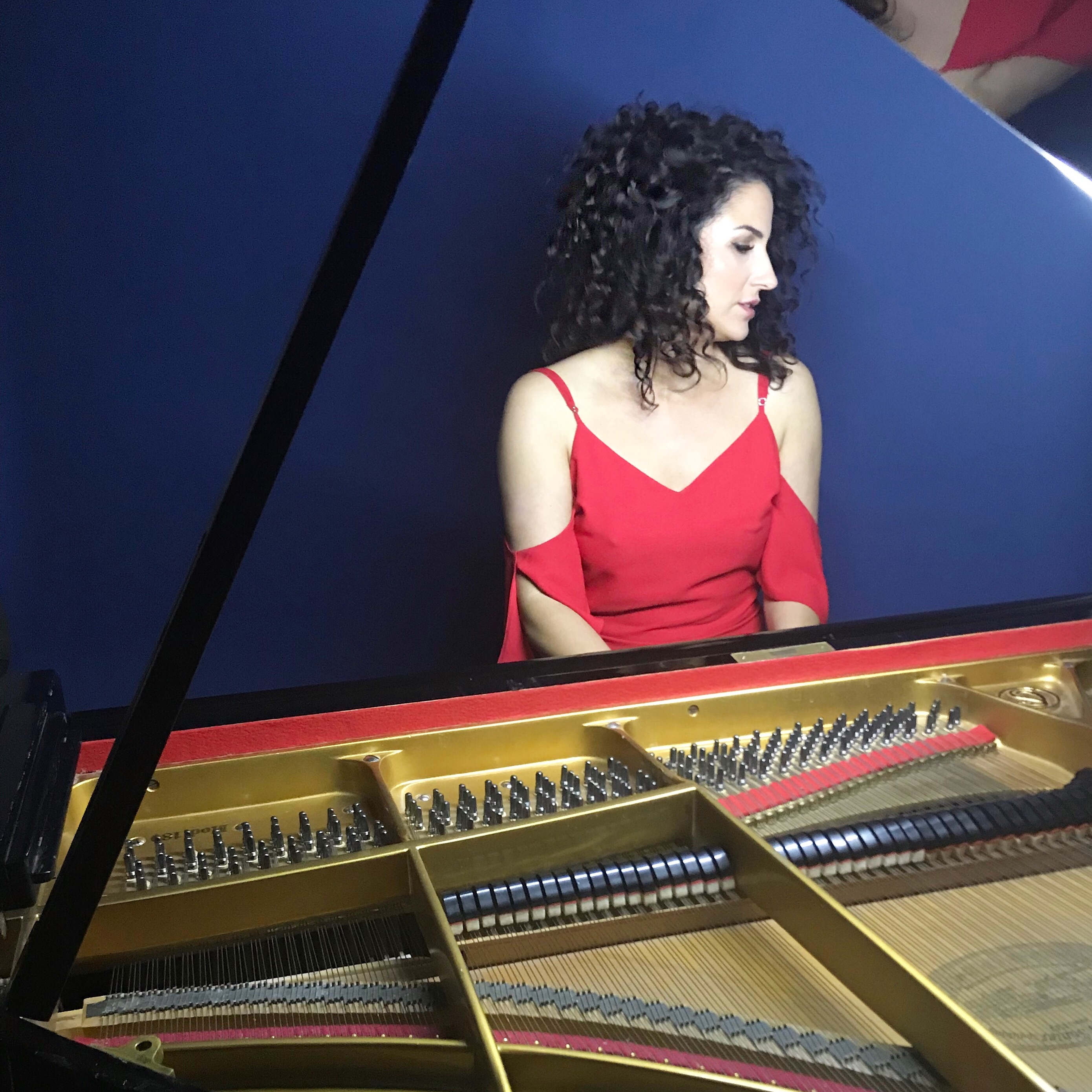
Isabella Turso

### Dal 2013 al 2019: la svolta compositiva e i primi album
A partire dal 2013, inizia a dedicarsi alla composizione e interpretazione di musiche originali per pianoforte con un'impostazione classica ed un'ambientazione pop-jazz.
Nel settembre 2013 esce il suo primo CD per pianoforte solo intitolato “All Light”, in un personale stile classico-pop-jazz, scritto in collaborazione con Maurizio Dini Ciacci, che ottiene notevoli riconoscimenti dalla critica, tra cui spicca quello ottenuto su “Il Giornale” del 17 ottobre 2013 “[…] La ascolto e decido che la sua new way va segnalata subito […]”. È stata inoltre realizzata una versione per orchestra sinfonica e trio jazz di alcuni brani dell’album, con la partecipazione straordinaria di Paolo Fresu, in occasione di due concerti svoltisi rispettivamente a Trento (Teatro Sociale) e a Milano (Auditorium Cariplo).
Sempre nel 2013 collabora con il violinista americano Albert Stern, con cui registra un CD di sue composizioni per violino e pianoforte e porta in scena con David Riondino lo spettacolo "La biblioteca del diavolo", da lei ideato insieme all'attore fiorentino. Lo spettacolo è stato rappresentato in Italia ma anche in Perù, per interessamento dell'Istituto Italiano di Cultura di Lima. Il 16 marzo 2014 a New York presso l’Opera America Center viene presentato lo spettacolo "Omaggio a Donaggio", in cui Isabella elabora temi famosi del compositore veneziano Pino Donaggio, tratti da colonne sonore di film, di fiction TV e dalle canzoni (Io che non vivo, Come sinfonia). Il concerto viene replicato presso l'Ateneo Veneto di Venezia e il MUSE di Trento. Grazie a questo spettacolo, nell’estate 2017 Isabella Turso riceve il Premio Troisi al Mare Festival di Salina, con la seguente motivazione: “Pianista e compositrice, elegante e talentuosa, dà vita a lavori di intensità musicale tra classico e moderno”. Nel 2013 realizza un arrangiamento pianistico su due temi della colonna sonora di “Nuovo Cinema Paradiso”, commissionatole da Andrea Morricone, figlio del maestro Ennio Morricone. Nel 2015 viene premiata a Firenze, al Teatro Puccini, nella sezione Musica del Premio Apoxiomeno. Nello stesso anno conosce l’attore e regista pisano Renato Raimo con cui realizza uno spettacolo letterario musicale, in costumi d’epoca, dal titolo “Spogliati nel Tempo”, nel quale l’amore viene raccontato attraverso le lettere dei grandi personaggi del passato, in una dimensione onirica dove sogno, fantasia e realtà talvolta si confondono. Dall’incontro con il talent scout e produttore discografico Charlie Rapino, nasce nel 2016 la collaborazione con il rapper milanese Dargen D'Amico, con il quale realizza l’album "Variazioni", pubblicato dall’etichetta indipendente Giada Mesi e prodotto da Tommaso Colliva cui fa seguito l’omonimo tour nazionale con la partecipazione artistica del polistrumentista Diego Maggi. Con Dargen D’Amico ha partecipato anche a EPCC, programma condotto su Sky da Alessandro Cattelan e a Babylon, programma condotto su Radio2 da Carlo Pastore. Tra i brani più importanti della sua collaborazione artistica con il rapper milanese c'è "Il ritorno delle stelle", scritto e interpretato in featuring anche con i rapper Izi, Tedua e Rkomi. Nel 2019 ha avviato la sua collaborazione con l’etichetta discografica Bluebelldisc, in veste di direttore artistico, con la quale pubblica il singolo digitale “Get Busy (Sean Paul Cover)” ed il videoclip di “Dangerous (Busta Rhymes Remix)”, entrambi espressioni del suo progetto per pianoforte e voce rap “Rapmaninoff”.

### Ospite ufficiale al WICA 2020 e alla Festa del Cinema di Roma
In occasione della 77ª Mostra del Cinema di Venezia è stata invitata in qualità di ospite ufficiale al premio WiCA/Woman in Cinema Award, svoltosi l'8 settembre 2020 presso l’Hotel Excelsior (Italian Pavilion).
Il 20 ottobre ha preso parte al Red Carpet della Festa del Cinema di Roma.

### Attività recenti
Il suo approccio trasversale al mondo della musica, l’ha portata nel corso degli anni ad affrontare repertori che spaziano dalla musica barocca a quella contemporanea, con incursioni nel mondo del jazz, del pop, del rock e del rap, occupando un posto di primo piano nell’ambito dello stile neoclassical new-age, come testimoniano il singolo “Sliding Doors” e l’album “Big Break” usciti tra aprile e maggio 2020. Il videoclip del singolo "Sliding Doors" è stato girato a maggio 2020 presso il MUSE - Museo delle Scienze di Trento, riaperto dopo il lockdown per ospitare le videoriprese.

Il 2 novembre 2020, in esclusiva su Vanity Fair, pubblica un articolo in cui espone riflessioni personali sul ruolo della donna nel settore musicale e sulle recenti disposizioni ministeriali relative alla chiusura dei teatri.
Il 21-22-23 maggio 2021 ha preso parte come compositrice e artista allo spettacolo teatrale "Storie di mare e piccole terre", fiaba ecologica prodotta dal Centro Santa Chiara di Trento, con la partecipazione di Dario Vergassola, Maurizio Dini Ciacci, Michele Tadini, Dargen D'Amico, Marquica e del regista premio Oscar Luc Jacquet. Nella replica del 23 maggio lo spettacolo è stato trasmesso in diretta streaming sulla piattaforma LIVENow.
Per il Record Store Day 2021, ha pubblicato con l'etichetta Bluebelldisc il vinile dell'album "Omaggio a Donaggio", in occasione degli 80 anni di Pino Donaggio e dei 60 anni del suo debutto artistico al Festival di Sanremo.
Il 4 settembre 2021, nella serata di consegna del Premio Rota a Pino Donaggio, Isabella si è esibita presso il Teatro Piccinni di Bari, eseguendo alcuni brani del suo album.
Il 19 ottobre 2021 ha presentato "Omaggio a Donaggio" nella prestigiosa cornice dell'Hotel St. Regis di Roma - con il patrocinio del Ministero della Cultura. Al concerto era presente anche il cantautore e produttore Tony Renis.
Il 26 novembre 2021 è stata invitata da Franco Bixio a partecipare come ospite artistica alla serata tributo a Donaggio presso la Palazzina Liberty di Milano, organizzata dalla Cinevox Record in collaborazione con AFI - Associazione Fonografici Italiani. Isabella ha eseguito brani tratti da "Omaggio a Donaggio" e - insieme alla cantante Giulia Sol - una cover di "Io che non vivo (senza te)".

Nel dicembre 2021 è uscito per Bluebelldisc "All Light" in una nuova versione album digitale.

L’1 e il 2 dicembre 2022 dirige l'orchestra in occasione della nuova tournée invernale dello show rock-sinfonico “Queen at the Opera” presso l’Auditorium Conciliazione di Roma.

Il 30 agosto 2023 realizza l'evento “Passion Piano Concert”, in occasione dell'inaugurazione dello Spazio Cinematografo di Ente dello Spettacolo e della Terrazza Cinematografo by Atlas Concorde, presso l’Hotel Excelsior e in occasione dell’80° Mostra Internazionale d’Arte Cinematografica di Venezia. L'evento è stato presentato dalla Fondazione Ente dello Spettacolo in collaborazione con Joydis.
Il concerto rappresenta un tributo speciale alla musica di Pino Donaggio e alla sua straordinaria cinquantennale carriera, ma anche ad altri importanti personaggi della musica per il cinema come Ennio Morricone, Nino Rota e Luis Bacalov.

Il 19 gennaio 2024 esce il suo quarto album da solista, “Nocturne”, progetto concept pubblicato da Bluebelldisc che racconta un viaggio attraverso le contraddizioni, i colori, le ombre, le suggestioni, i ritmi e i silenzi che compongono le varie fasi della notte, dove la riflessione, la solitudine e la creatività trovano conforto. L'album è stato prodotto dal musicista e polistrumentista Ludovico Clemente. Special guest dell'album per la performance del brano “Nightfall” è la violoncellista cino-americana Tina Guo. Altro ospite dell'album per il brano "Reverie" è il chitarrista Luca Nobis.
Il 27 febbraio 2024 è ospite di John Vignola nel programma radiofonico "La nota del giorno" in onda su Rai Radio 1.
Il 22 marzo 2024 prende il via dal Teatro Fonderia Aperta di Verona il “Nightfall Piano Tour”, con tappe in varie regioni italiane e concerti presso teatri storici, ville e castelli, attraverso un racconto fatto di suoni, immagini e arte contemporanea.

In occasione della prima tappa del Nightfall Piano Tour esce l'album "Nocturne" su supporto compact disc, pubblicato dall'etichetta Bluebelldisc.
Il 1° maggio 2024 esce in digitale “The Never Ending Now”, spoken word poetry, album del poeta californiano Adam Schmalholz, in arte IN-Q, per il quale Isabella ha composto, eseguito e inciso la parte musicale. L'album viene sottoposto alla Recording Academy per essere candidato ai Grammy Awards 2025.

Il 19 maggio 2024 presenta il "Nightfall Piano Concert" nel contesto del festival Piano City Milano presso l'Hotel Sheraton Diana Majestic, mentre il 25 maggio è ospite del Festival delle Lettere di Milano presso Casa Cardinale Ildefonso Schuster, ove si esibisce in concerto con il polistrumentista Ludovico Clemente e l'attore Renato Raimo.
Il 19 luglio 2024 si esibisce nel contesto del festival Naturalmente Pianoforte.

Nel periodo autunnale il suo "Nightfall Piano Tour" fa tappa al Teatro Bolivar di Napoli e al Teatro Verdi di Busseto.
Il 24 ottobre 2024 è ospite di Gigi Marzullo nel suo noto programma televisivo "Sottovoce" in onda su Rai 1.
Co-scrive e interpreta il brano musicale "Stealing Her Breath", parte della colonna sonora originale del film noir erotico tedesco "Raub ihren Atem", composta da Antonio Fernandes Lopes; il film è uscito nei cinema in Germania il 26 dicembre 2024.
Il 29 marzo 2025 Isabella riceve il Trentin Music Award per il suo album "Nocturne", nella categoria Miglior Progetto Strumentale 2024. 

## Discografia

### Album da solista
- 2013 – All Light
- 2020 – Big Break
- 2021 – Omaggio a Donaggio (Record Store Day Vinyl Edition)
- 2024 – Nocturne

### Singoli da solista
- 2018 – Disthands/Sicilian Dream
- 2019 – Get Busy (Sean Paul Cover)
- 2020 – Sliding Doors
- 2020 – Sliding Doors (Uhlmann and La Morgia Remix)

### Collaborazioni ad album di altri artisti
- 2017 – Variazioni - Dargen D'Amico

### Collaborazioni a singoli di altri artisti
- 2017 – Le squadre - Dargen D’Amico
- 2017 – L'altra - Dargen D’Amico
- 2018 – One Time Only - Nereis
- 2018 – The Wave - Nereis
- 2018 – Quando la canzone finisce spara! - Caneda

### Videoclip da solista
- 2014 – Dream Acqua
- 2014 – RiverRun
- 2014 – Come volare
- 2019 – Get Busy (Sean Paul Cover)
- 2019 – Dangerous (Busta Rhymes Remix)
- 2019 – Dimples
- 2020 – Sliding Doors
- 2020 – Sliding Doors (Uhlmann and La Morgia Remix)